# الأربعون عمودا
چهل ستون ( (بالفارسية: چهل ستون) حرفيا: «الأربعون عمودًا» ) هو جناح فارسي في وسط حديقة في نهاية بركة سباحة طويلة، في أصفهان، إيران، بناه الشاه عباس الثاني لاستخدامه في الترفيه والاستقبال. في هذا القصر، كان الشاه عباس الثاني وخلفاؤه يستقبلون كبار الشخصيات والسفراء، إما على الشرفة أو في إحدى قاعات الاستقبال الفخمة.

## اصل التسمية
استوحى الاسم، الذي يعني «أربعون عمودًا» باللغة الفارسية، من عشرين عمودًا خشبيًا نحيفًا يدعم جناح المدخل، والذي يُقال إنه عند انعكاسه في مياه النافورة يبلغ أنه الأربعين.

## اللوحات
كما هو الحال مع قصر علي قابو، يحتوي القصر على العديد من اللوحات الجدارية واللوحات على السيراميك. تم تشتيت العديد من الألواح الخزفية وهي الآن في حوزة المتاحف الكبرى في الغرب. وهي تصور مشاهد تاريخية محددة مثل معركة جالديران ضد السلطان العثماني سليم الأول، واستقبال الملك الأوزبكي عام 1646، عندما كان القصر قد اكتمل لتوه ؛ الترحيب بإمبراطور المغولي همايون الذي لجأ إلى إيران عام 1544 ؛ معركة طاهر آباد عام 1510 حيث هزم الشاه الصفوي إسماعيل الأول وقتل الملك الأوزبكي. لوحة حديثة تصور انتصار نادر شاه على الجيش الهندي في كارنال عام 1739. هناك أيضًا تركيبات أقل تاريخية، ولكن أكثر جمالية في الأسلوب تصور بهجة الحياة والحب.
يعد قصر أربعون عمودًا من بين 9 حدائق إيرانية مسجلة بشكل جماعي كواحدة من مواقع التراث العالمي المسجلة في إيران وعددها 23 موقعًا تحت اسم الحديقة الفارسية.

## معرض الصور

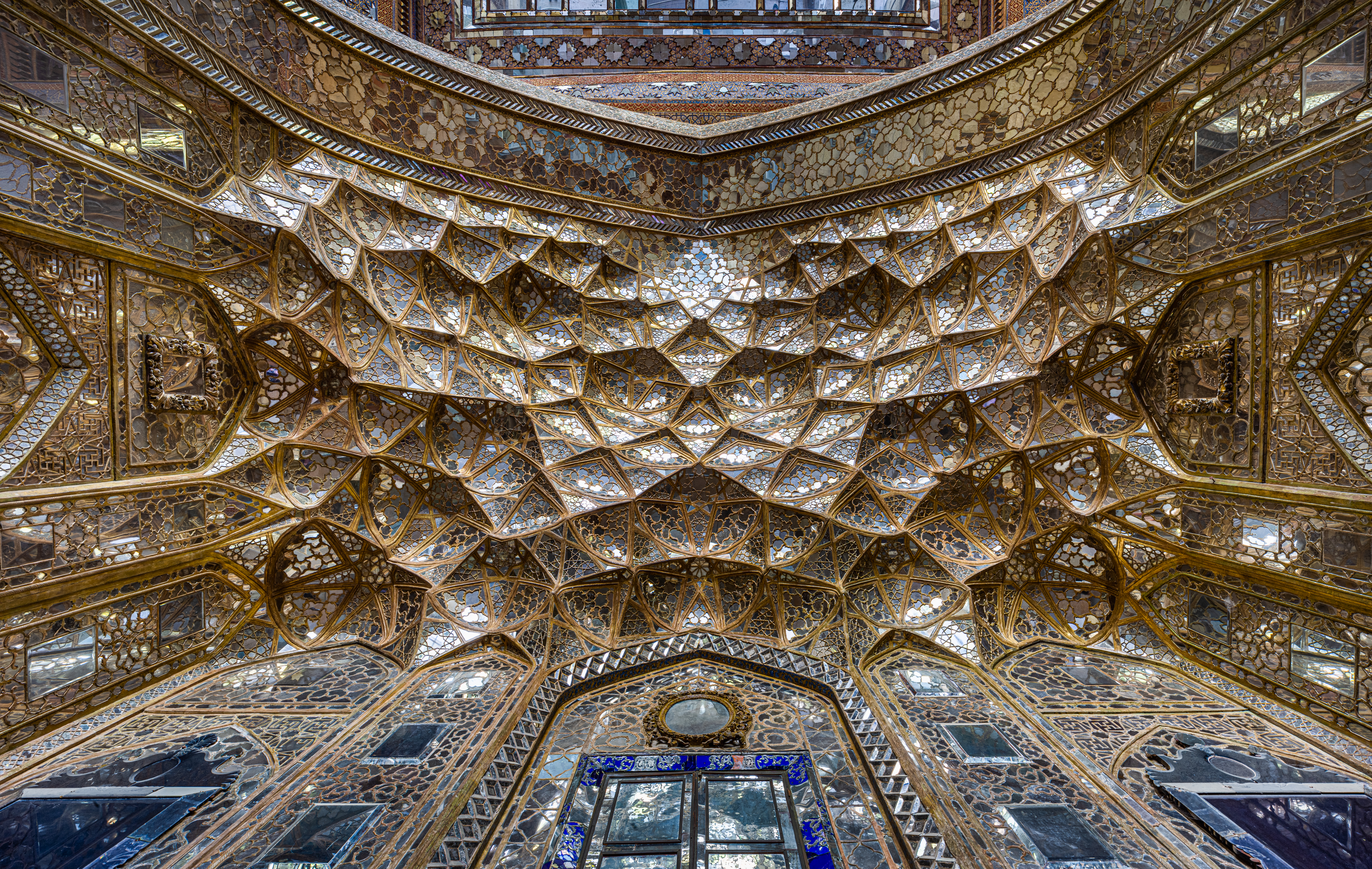
مقرنص جهل ستون
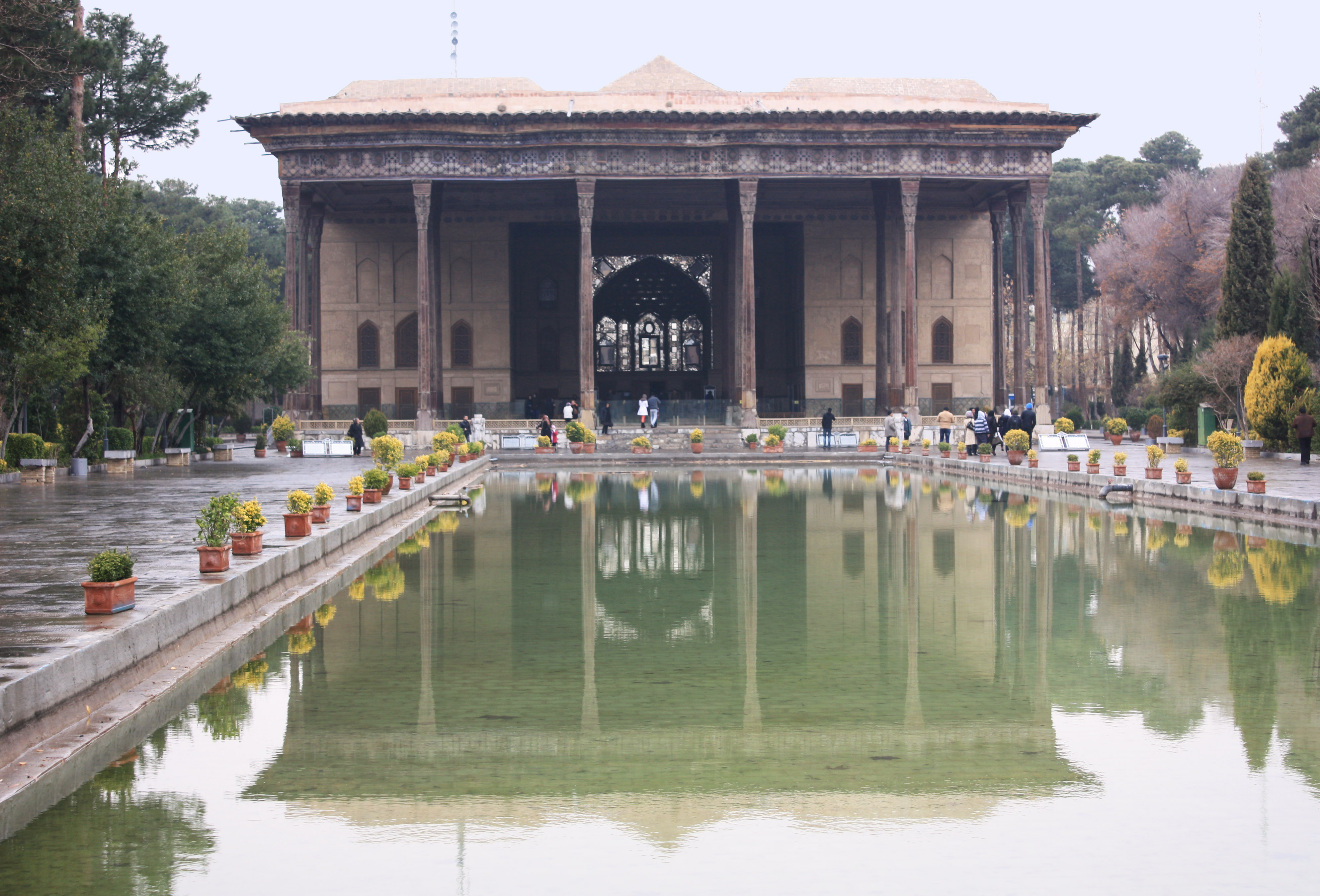
عرض خارجي للقصر
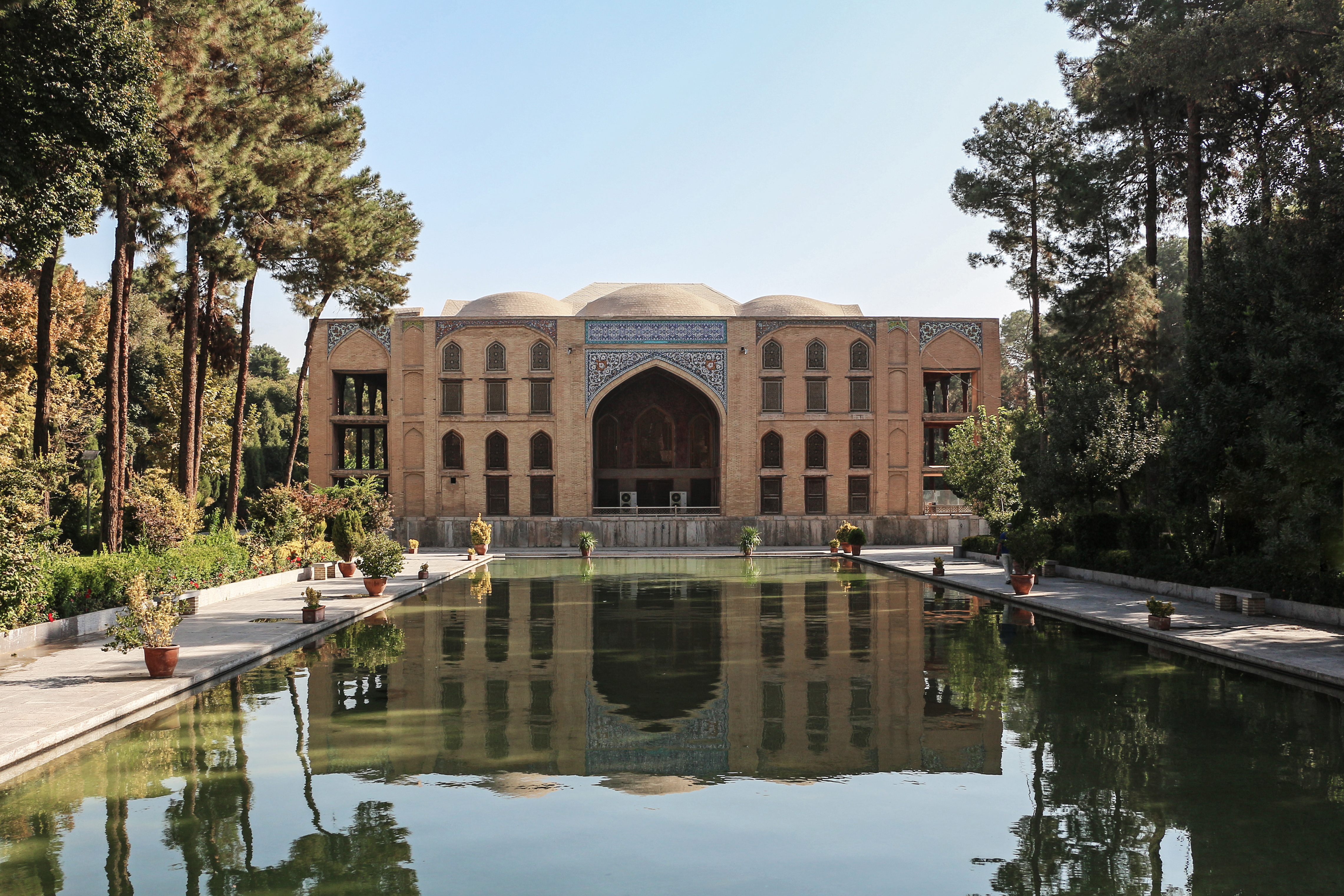
منظر خلفي للقصر
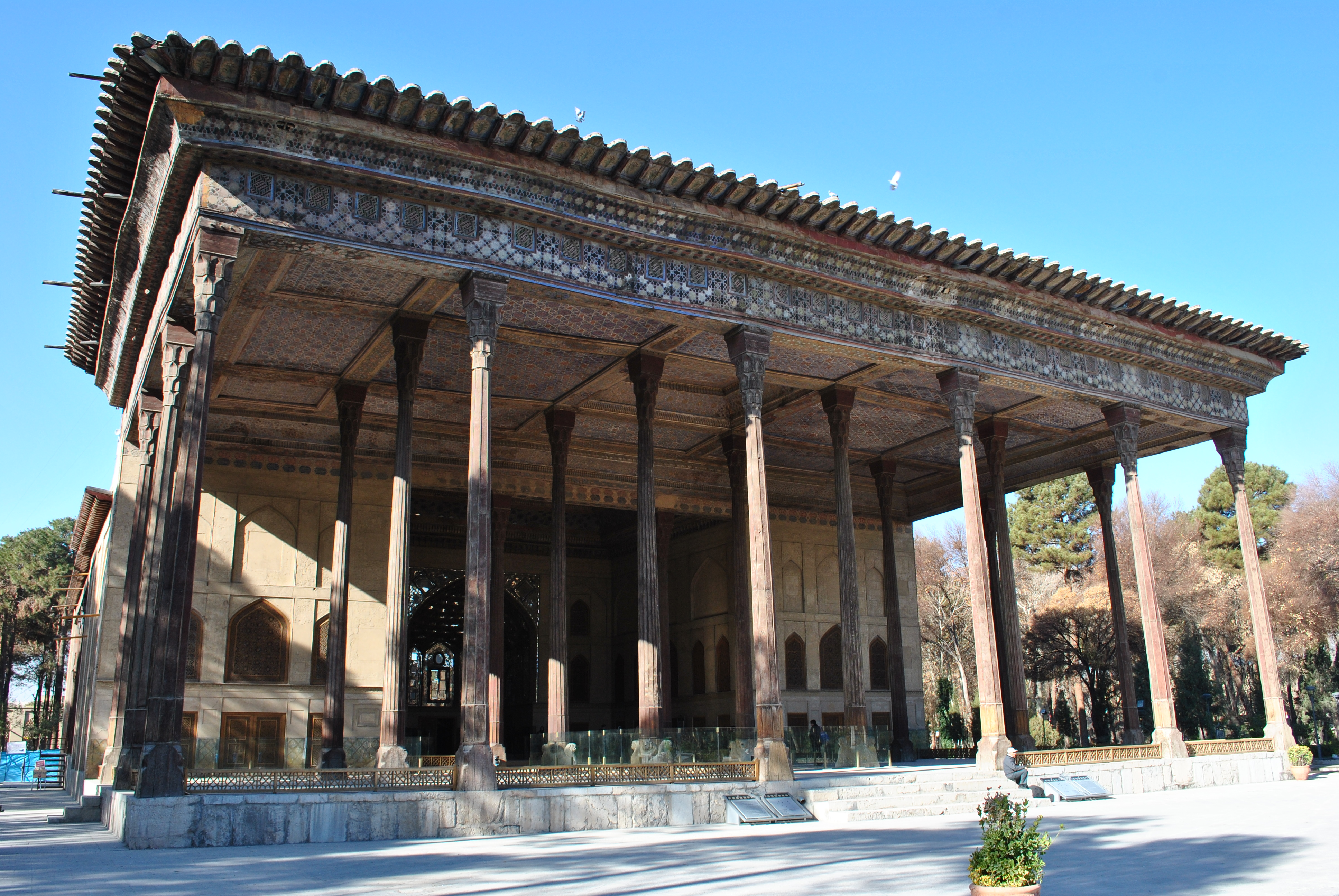
أقرب إطلالة للقصر
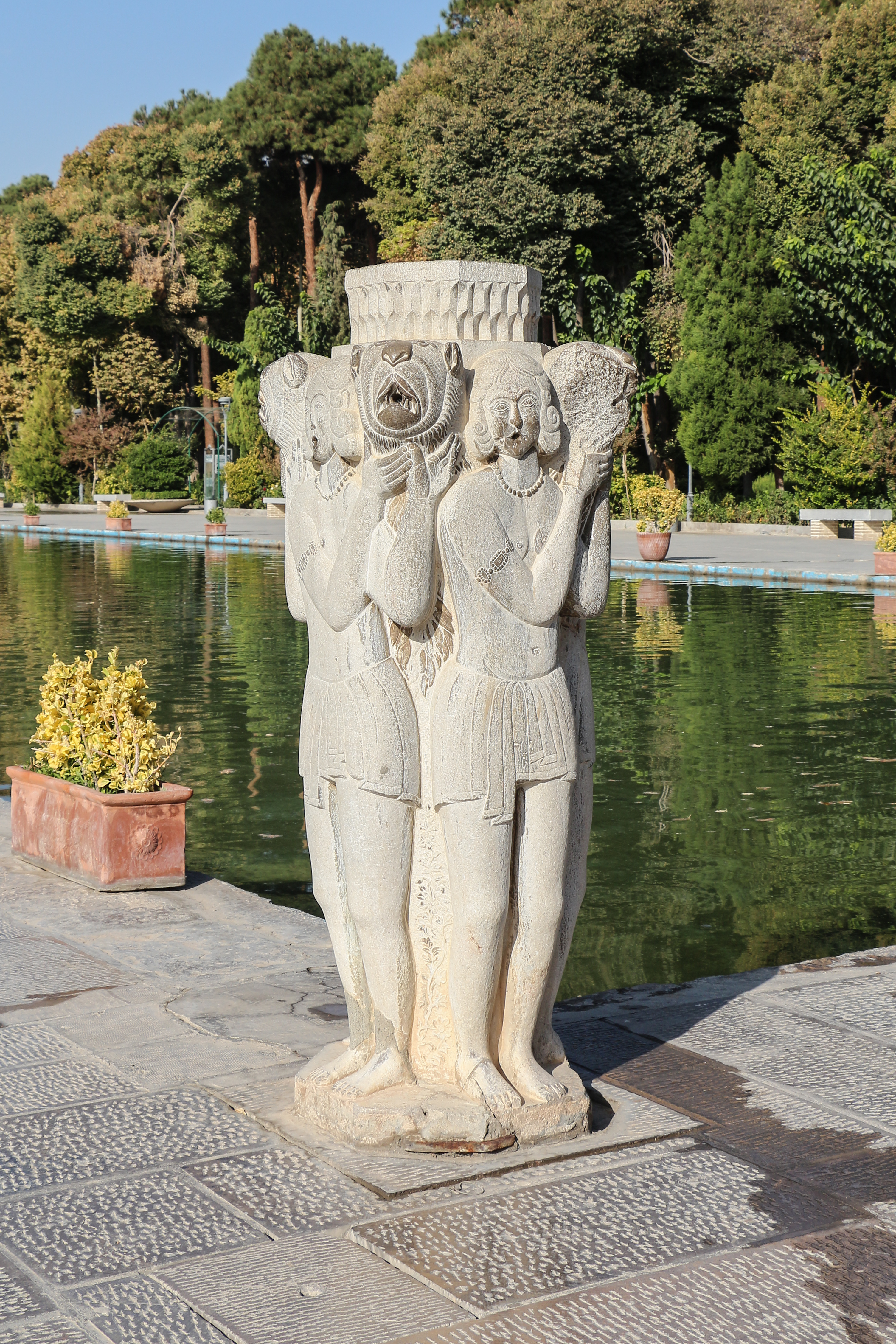
نحت في الحديقة
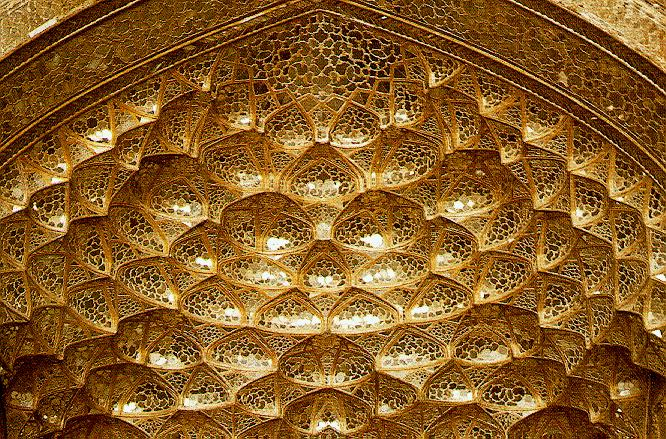
مقبب مقرنص ذهبي
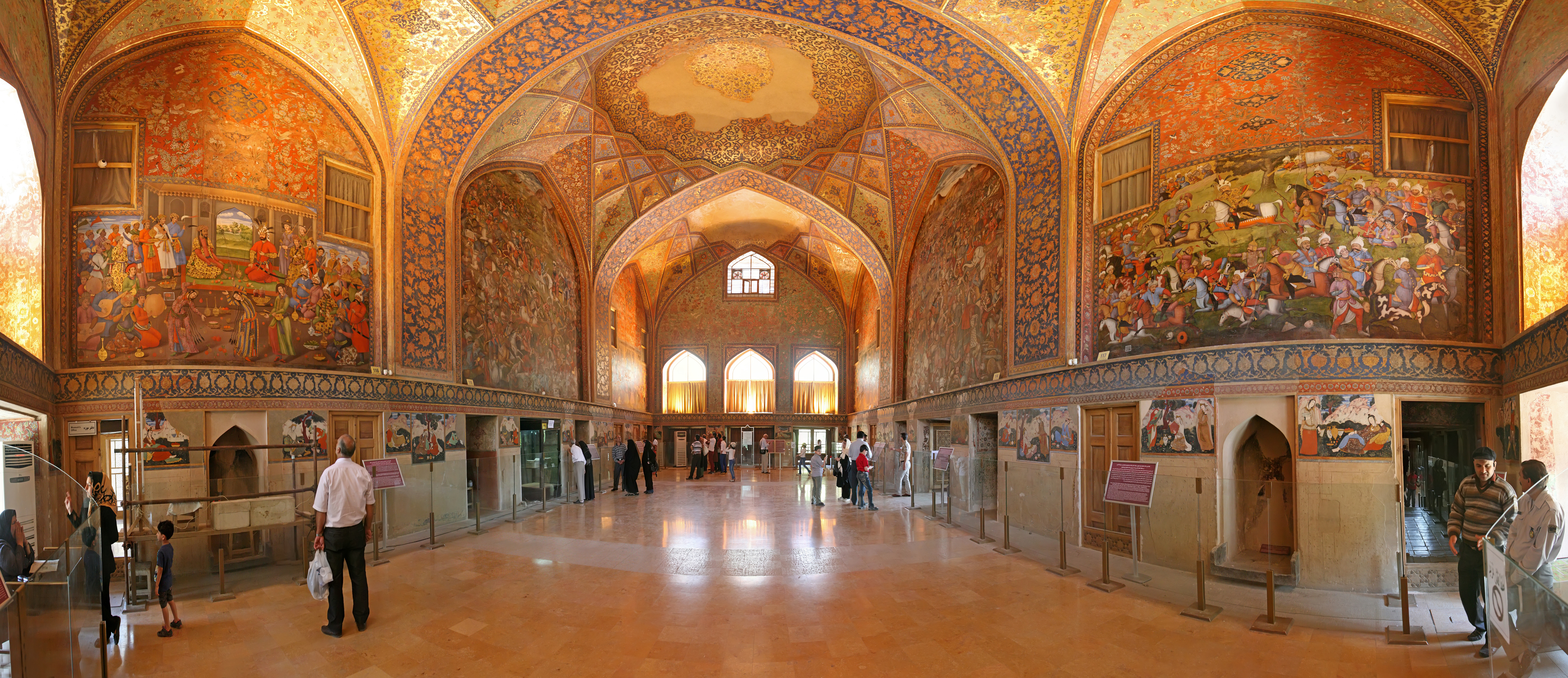
داخل المتحف
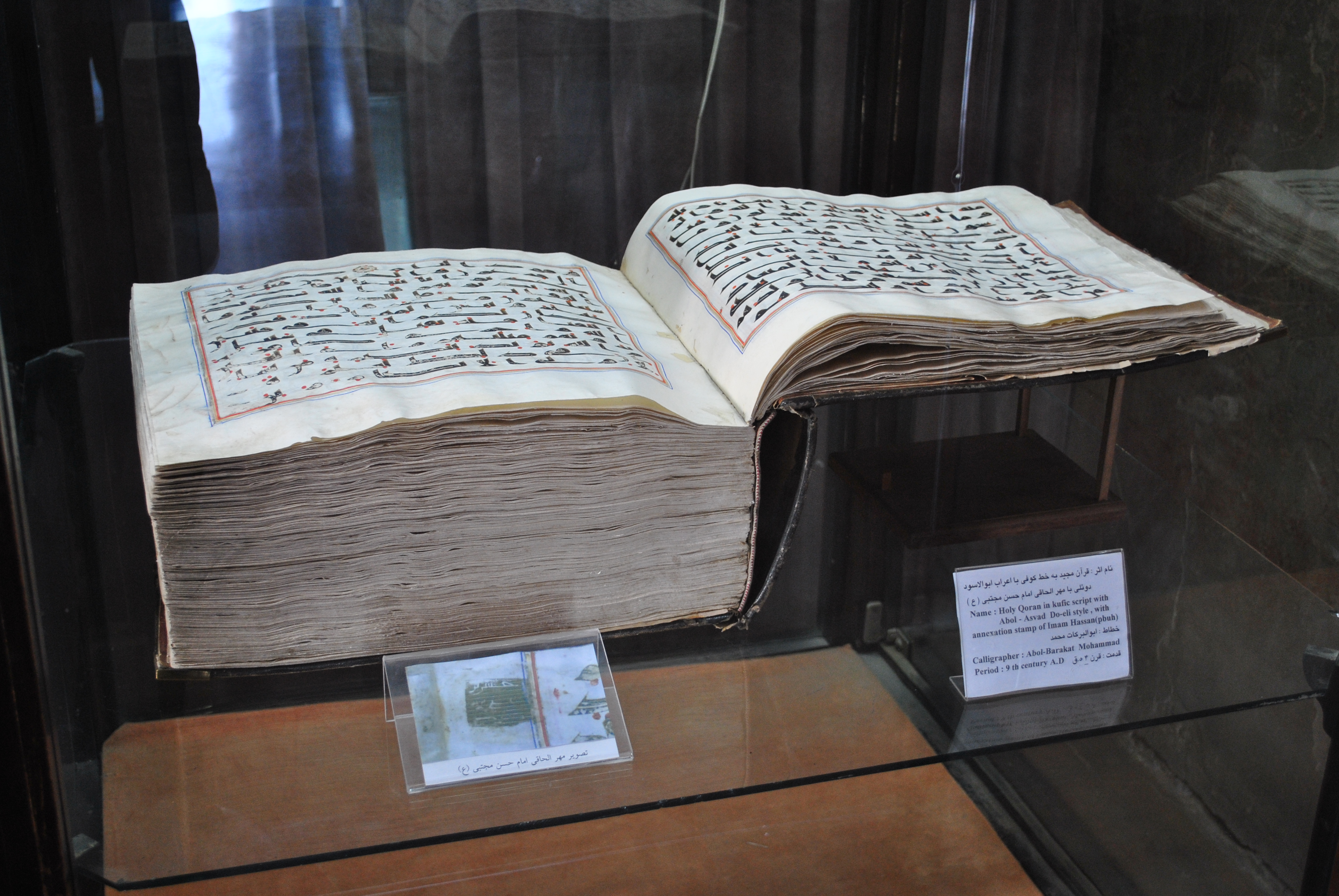
المصحف بالخط الكوفي
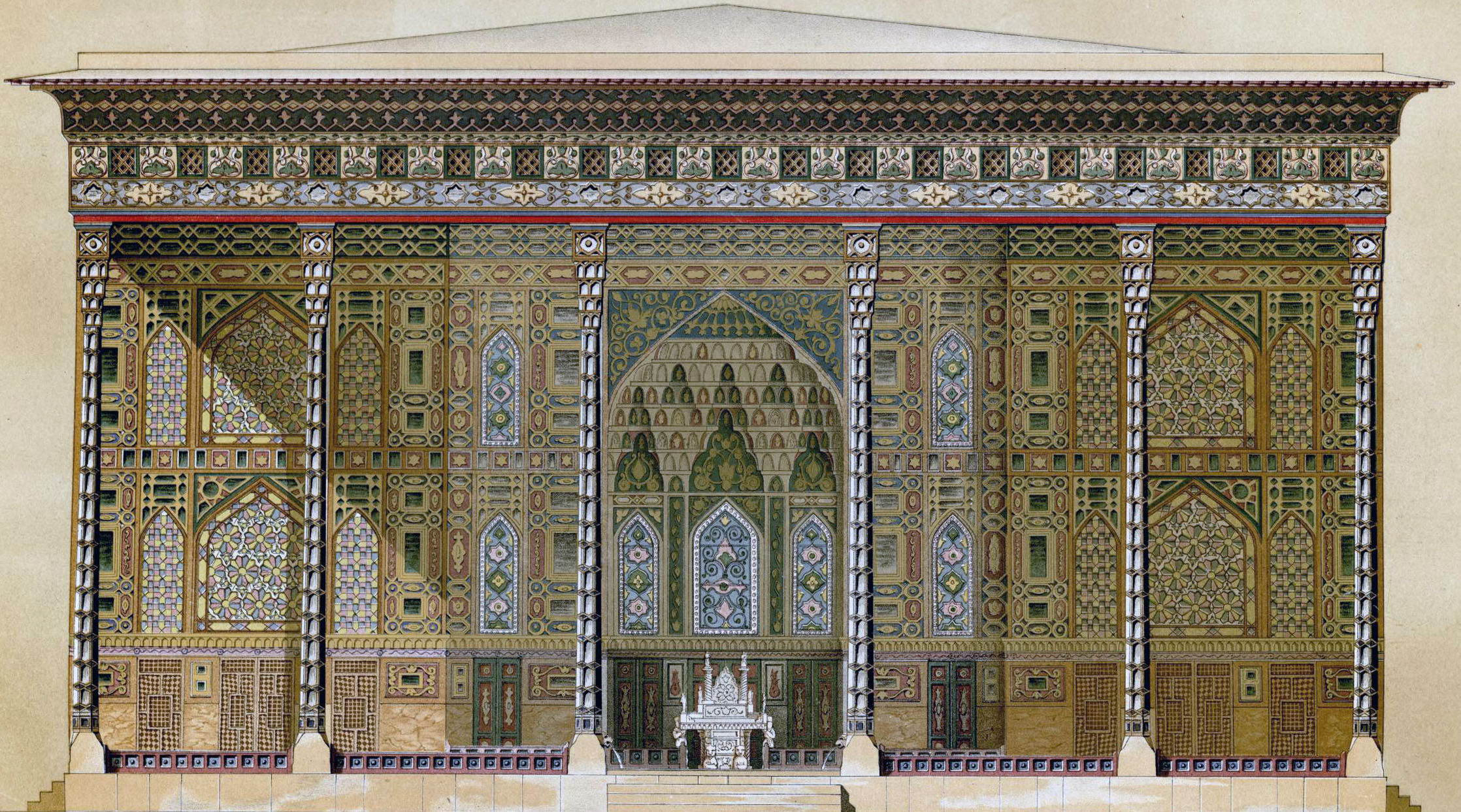
حديقة وجناح جهل ستون، بواسطة باسكال كوست
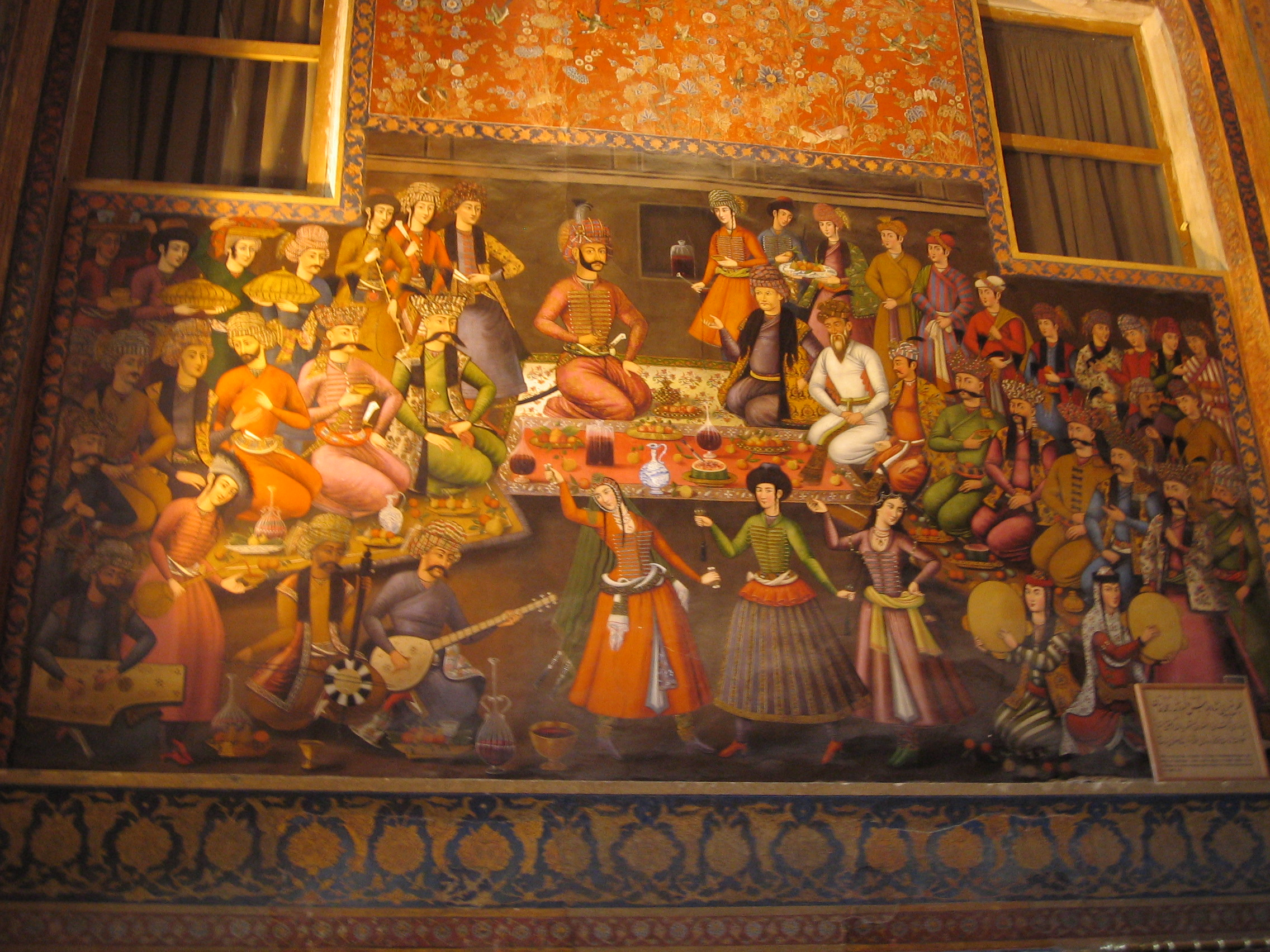
داخل القصر
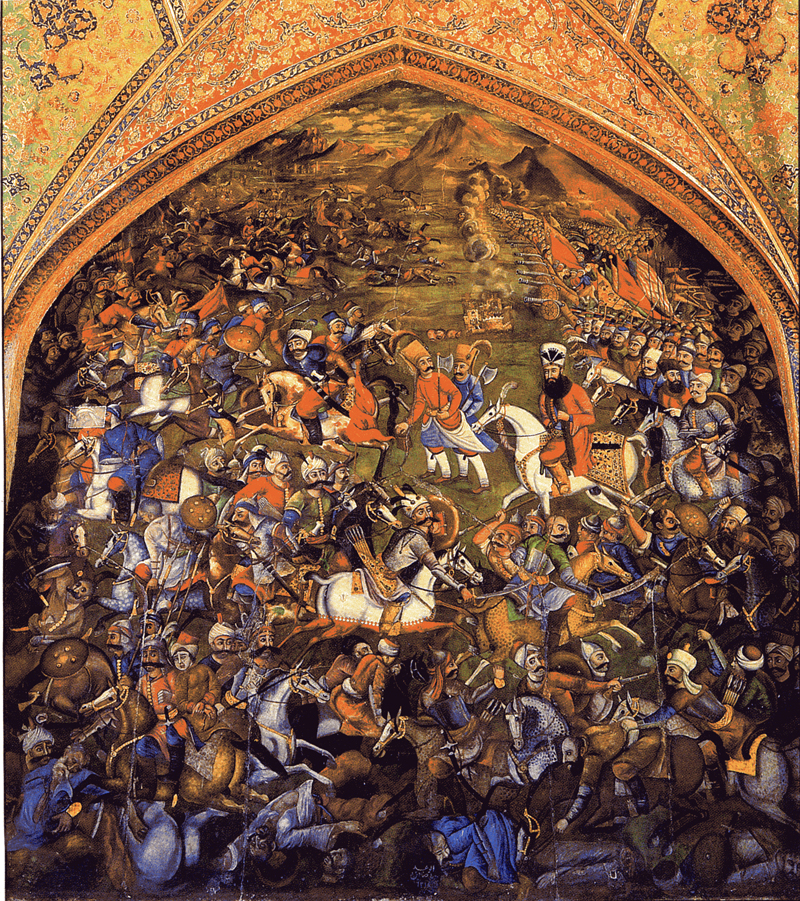
عمل فني من معركة كلديران
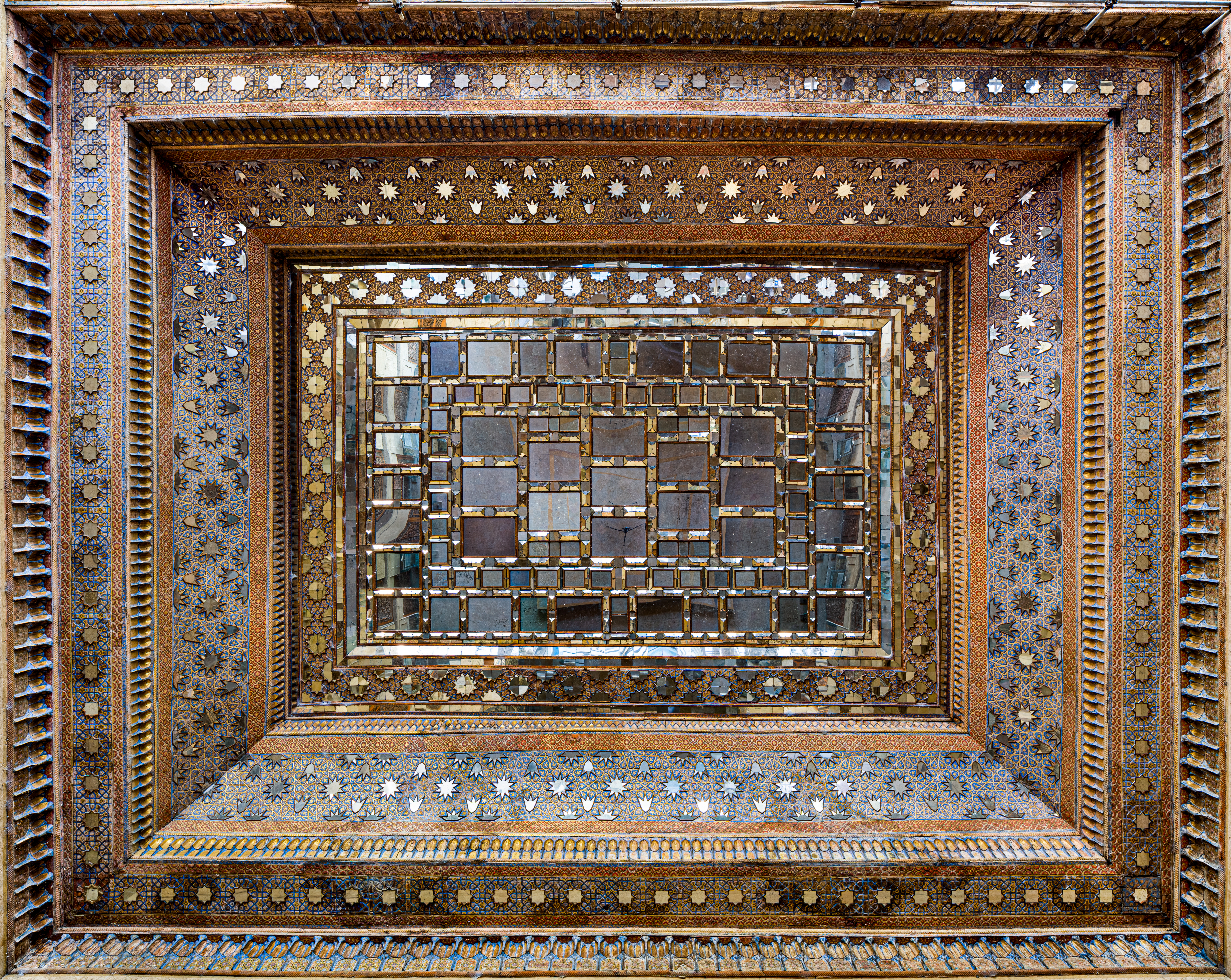
سقف قاعة المرايا في جهل ستون التي تحتوي على فن الطينة قاري